# Conexão Metrô-Aeroporto

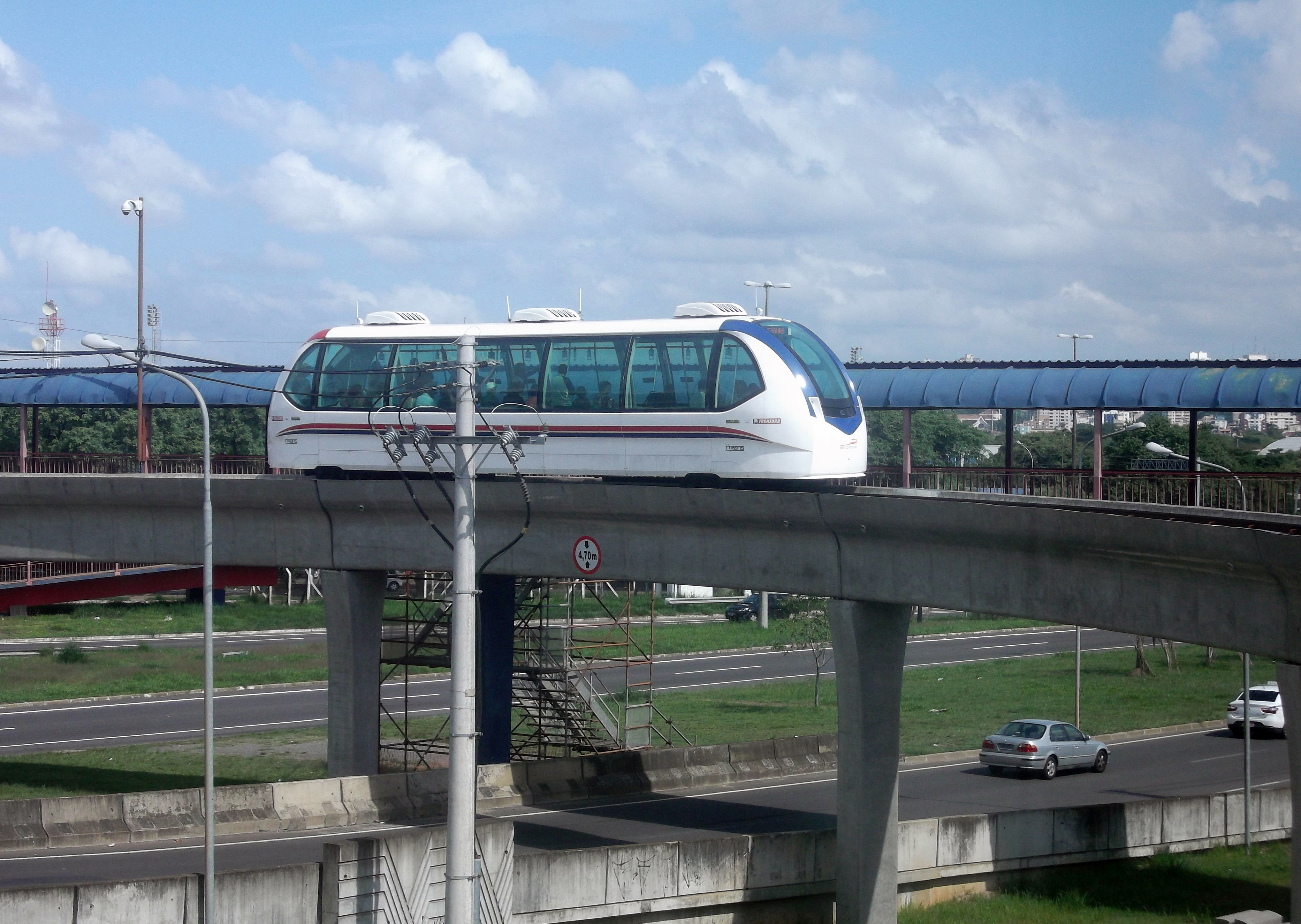
Aeromóvel em operação no Aeroporto Internacional Salgado Filho.

A Conexão Metrô-Aeroporto é um sistema de aeromóvel que opera em Porto Alegre, interligando a Estação Aeroporto do Metrô de Porto Alegre ao Terminal 1 do Aeroporto Internacional Salgado Filho. É operado pela Trensurb.
É composto por uma única linha elevada que possui 2 estações e 814 metros de extensão, tendo sido aberta ao público em 10 de agosto de 2013. Desde o dia 7 de maio de 2014, o sistema opera comercialmente, inicialmente com a cobrança de uma tarifa de R$ 1,70 e com integração gratuita com o Metrô de Porto Alegre.

## Passageiros transportados

### Por ano
| Ano  | Passageiros |
| ---- | ----------- |
| 2015 | 1 140 802   |
| 2016 | 1 037 066   |
| 2017 | 940 065     |
| 2018 | 1 002 358   |
| 2019 | 964 460     |
| 2020 | 245 990     |
| 2021 | 280 920     |
| 2022 | 527 205     |
| 2023 | 583 106     |